# 해러깃 타운 AFC
해러깃 타운 AFC(Harrogate Town Association Football Club는 영국 잉글랜드의 해러깃을 연고로 하는 축구 클럽이다. 1919년에 창단했으며, 현재 잉글랜드 4부 리그인 EFL 리그 투에 소속되어 있다.

## 선수 명단

### 현역
참고: FIFA 자격 규정에 따라 소속된 국가대표팀 국기를 표시합니다. 선수는 복수의 FIFA 비회원국 국적을 가지고 있을 수 있습니다.
| 번호 | 포지션 | 국적       | 이름          |
| ---- | ------ | ---------- | ------------- |
| 8    | MF     | 스코틀랜드 | 딘 코넬리우스 |
| 15   | DF     | 아일랜드   | 안소니 오코너 |

| 번호 | 포지션 | 국적 | 이름 |
| ---- | ------ | ---- | ---- |